# Fortaleza de Santo Antônio de Ratones
A Fortaleza de Santo Antônio de Ratones localiza-se na Ilha Ratones Grande, na baía norte da ilha de Santa Catarina, entre a ponta da Gamboa e a ponta do Sambaqui, em Florianópolis, no litoral do estado de Santa Catarina, no Brasil.
A ilha de Ratón Grande é maior das duas ilhas "Ratones" assim denominadas, afirma-se, pelo explorador espanhol D. Álvar Núñez Cabeza de Vaca (1492-15??), que nomeado governador do rio da Prata, aportou em 29 de março de 1541 à baía norte da ilha de Santa Catarina onde permaneceu alguns meses. Na sua obra "Comentários", entretanto, a denominação "ratones" é aplicada às pedras existentes nas águas do porto da ilha de Santiago de Cabo Verde, que "roíam" as correntes das âncoras dos navios, e onde a sua esquadra fez escala antes de alcançar a ilha de Santa Catarina.
Sob a invocação de Santo Antônio de Lisboa, esta fortaleza, junto com as outras duas da barra norte (a Fortaleza de Santa Cruz de Anhatomirim e a Fortaleza de São José da Ponta Grossa, e com a da barra sul (a Fortaleza de Nossa Senhora da Conceição de Araçatuba) integrava o sistema defensivo da ilha de Santa Catarina no século XVIII, e auxiliava a consolidar a ocupação do sul do Brasil, atuando como base estratégica para a manutenção do domínio português sobre a Colônia do Sacramento.

## História
Projetada e construída pelo engenheiro militar, Brigadeiro José da Silva Pais, primeiro governador da Capitania de Santa Catarina (1739-1745), as suas obras tiveram início logo após as da Fortaleza da Ponta Grossa (1740), e, como ela, foi concluída cerca de quatro anos após (BOITEUX, 1912:208 apud CABRAL, 1972:12). Guarnecida, foi artilhada com treze peças, distribuídas em duas baterias à barbeta.

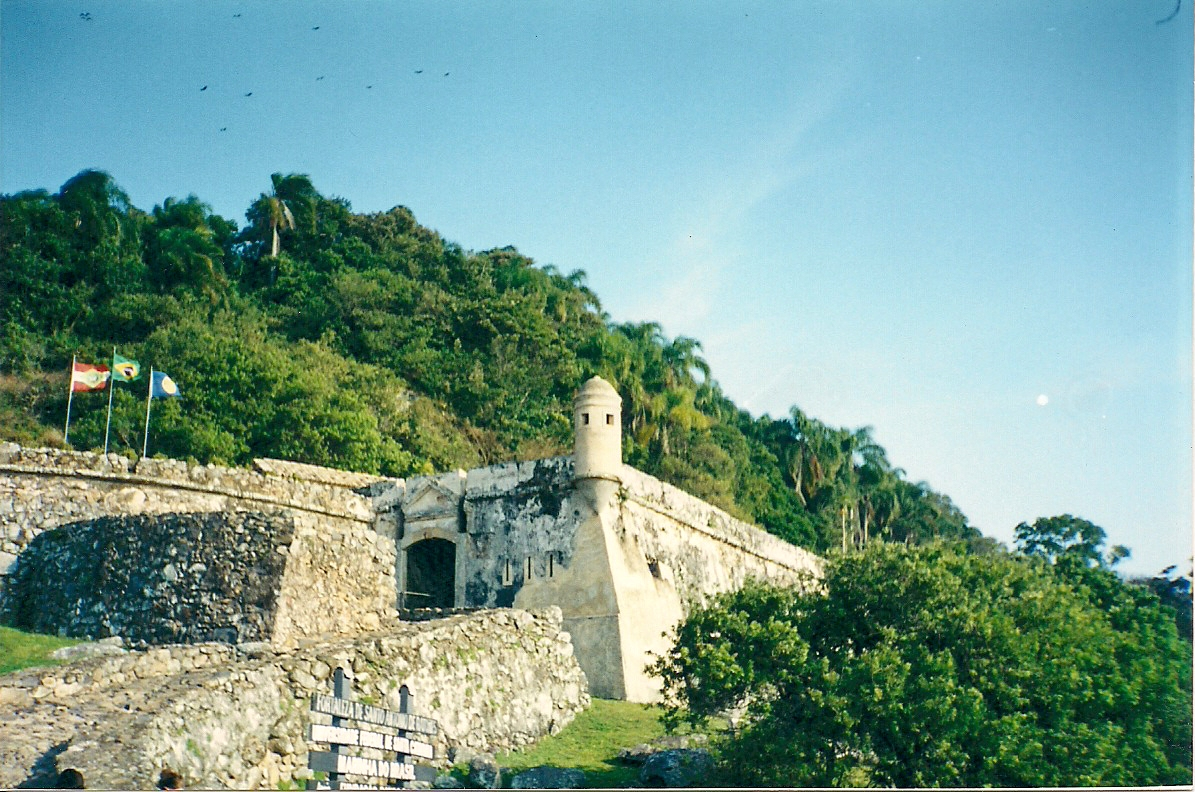
Fortaleza de Ratones: aspecto do Portão de Armas.

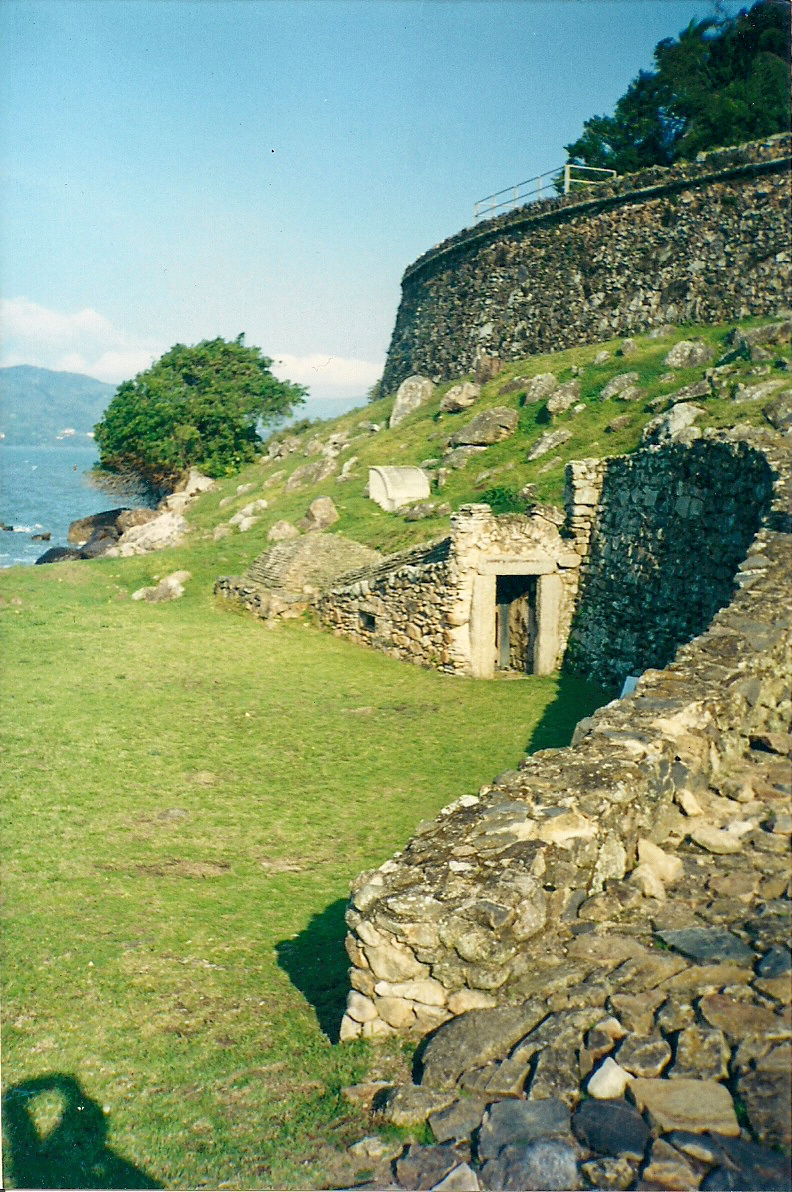
Fortaleza de ratones: aspecto da porta da Cisterna.

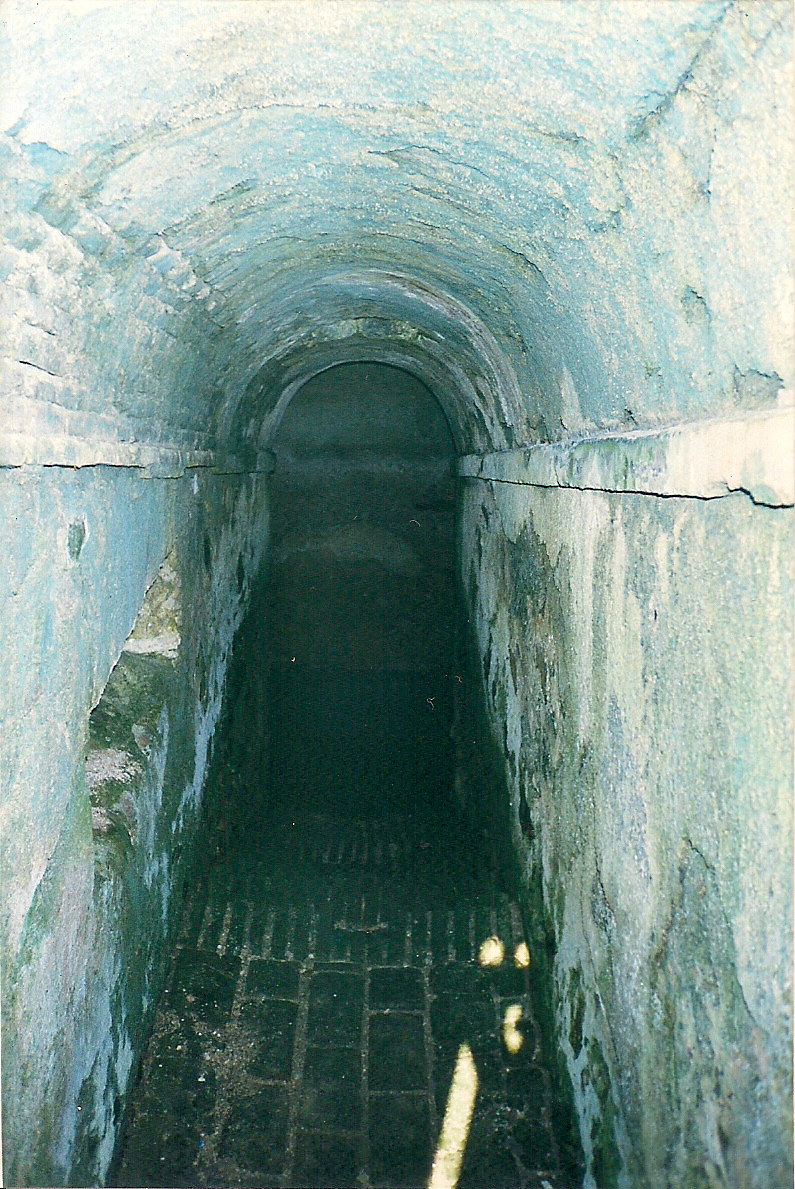
Fortaleza de Ratones: corredor da Cisterna.

Em 1760, por determinação do Marquês de Pombal (1750-1777), o governador da capitania do Rio de Janeiro, Capitão-general Gomes Freire de Andrade (1733-1763), enviou o Engenheiro Militar Tenente-coronel José Custódio de Sá e Faria, do Real Corpo de Engenheiros, para fazer um levantamento das defesas da ilha de Santa Catarina, erguidas pelo Brigadeiro José da Silva Pais. Como nas demais fortificações procedeu-lhe a pequenos reparos e reforço na artilharia. Contava, nessa ocasião, com doze peças de ferro (cinco de calibre 24, três de 18, três de 12 e uma de 4), e duas de bronze, de calibre 12.
Guarnecida por soldados do Regimento de Infantaria de Linha da Ilha de Santa Catarina, como as irmãs também foi abandonada sem luta quando da invasão espanhola de 1777, embora se afirme que ela chegou a disparar quatro tiros de canhão contra a esquadra inimiga. Um novo levantamento de seu estado foi feito em 1786 pelo Alferes José Correia Rangel. Em 1786 encontrava-se praticamente em ruínas, tendo o governador da Capitania de Santa Catarina, Tenente-coronel João Alberto de Miranda Ribeiro (1793-1800), proposto em 1793 a sua reconstrução à Coroa, o que não ocorreu.
No século XVIII o seu armamento montava a doze peças de ferro (cinco de calibre 24 libras, três de 18, três de 12 e uma de 4), e duas de bronze, de calibre 12 (CABRAL, 1972).
Desarmada e desativada no decorrer do século XIX, no contexto da Questão Christie (1862-1865), o "Relatório de Inspeção de 1863" apontava-lhe doze peças em mau estado, assim como a fortificação (SOUZA, 1885:124). Nesta fase, as suas instalações foram utilizadas como enfermaria para o isolamento de pacientes com doenças infecto-contagiosas, como cólera e hanseníase.
À época da Primeira República, durante a Revolução Federalista (1893), à qual se juntaram os integrantes da Revolta da Armada (1893-1894), foi ocupada pelos rebeldes, que ali instalam dois canhões raiados, um de calibre 70 e outro, Krupp, de calibre 8 (CALDAS, 1992). Um canhão Whitworth, de alma sextavada, permanece ainda hoje "protegendo" o porto da Fortaleza. Dominada a Revolta pelas forças legalistas, as suas instalações passaram para a jurisdição do Ministério da Marinha (1894). A partir do ano seguinte, por iniciativa de Carl Hoepcke, voltou a ser utilizada como lazareto, função que perdurou até ao início do século XX. Posteriormente, funcionou ainda como depósito de carvão da Marinha do Brasil.
GARRIDO (1940) informa que se encontrava relativamente bem conservada em 1901, mas que já em 1920 se encontrava desarmada e começando a entrar em ruínas (op. cit., p. 142).
Em 1938, quando foi tombada pelo Patrimônio Histórico e Artístico Nacional, a fortaleza encontrava-se já completamente abandonada e em ruínas. Apesar de trabalhos de desmatamento, limpeza e consolidação das estruturas, efetuados nas décadas de 1950, 1960 e 1980, permaneceu em ruínas. A partir de Setembro de 1982, uma grande campanha pública, que contou com a participação de empresários, universitários, professores, entre outros voluntários, levou dezenas de pessoas à ilha Ratones Grande, as quais, todos os finais de semana, durante um ano, realizaram a limpeza das instalações da fortaleza e seu entorno, numa ação que se tornou decisiva para a sua conservação. Essa campanha culminou entre os anos de 1990 e 1991, com o início de um novo projeto de restauração, em cooperação com a Universidade Federal de Santa Catarina (UFSC). A restauração da Fortaleza de Ratones fez parte do "Projeto Fortalezas da Ilha de Santa Catarina - 250 anos na História Brasileira", uma iniciativa liderada pelo IPHAN e pela UFSC, que desde 1991 gerencia a fortificação.
Como atrações regulares destacam-se a exposiçao de fotografias "Fortaleza de Santo Antônio - Retrospectiva" no Quartel da Tropa, a trilha ecológica de Ratones Grande, destinada à prática de turismo ecológico e à educação ambiental, permitindo a integração dos visitantes com ambientes marinhos e de Floresta Atlântica, como também à fauna associada a esses ambientes, uma Central Fotovoltaica (painéis de energia solar) instalada em caráter educacional, e o projeto de criação de mexilhões ("fazenda do mar").
As visitas podem ser efetuadas diariamente, pelos serviços locais de escunas que fazem passeios marítimos na região, partindo de diferentes pontos da cidade: próximo à ponte Hercílio Luz, trapiche da Beira Mar Norte e da praia de Canasvieiras. Ainda é possível chegar ao local pela praia do Sambaqui, a quinze quilômetros do centro de Florianópolis, onde há barqueiros que fazem a travessia marítima de aproximadamente três quilômetros.

## Características
Entre as estruturas erguidas por Silva Pais, esta talvez seja a que menos sofreu alterações posteriores. Protegida na retaguarda pela encosta rochosa da ilha, onde se preserva um trecho remanescente de Mata Atlântica, a fortificação apresenta planta de formato poligonal orgânico, em forma de "L", com cerca de 800 metros quadrados de área construída.
Alinhados pelo lado maior no terrapleno encontram-se os edifícios dos Quartéis de Oficiais e de Tropa, a Casa da Palamenta, o Paiol de Farinha, o Armazém da Pólvora (com dois pavimentos) e o Calabouço, guarnecidos por uma muralha de pedra que se desenvolve ao norte, em formato curvo, seguindo retilineamente para noroeste. Com exceção do Armazém da Pólvora, em posição elevada no conjunto, os edifícios localizam-se todos em um único platô, guarnecido por uma muralha de pedra que se desenvolve ao norte, em formato curvo, seguindo retilíneamente para noroeste.
O material de construção empregado foi a rocha local, de tipo riólito, à exceção da cantaria presente no portão de armas (em granito rosa), na fonte de água e na escadaria de acesso ao armazém de pólvora. Todas as alvenarias, nas muralhas e nas edificações, foram rebocadas e caiadas.
A partir da portada, com verga curva encimada por um frontão triangular, uma rampa em curva dá acesso ao interior da fortaleza. Esta portada era acedida originalmente por uma ponte levadiça sobre um fosso de três metros de profundidade.
São também significativas a fonte de água e um interessante sistema de aqueduto - que conduzia as águas pluviais captadas - para o abastecimento da guarnição.